# Landesstelle für die nichtstaatlichen Museen in Bayern
Die Landesstelle für die nichtstaatlichen Museen in Bayern ist eine dem Bayerischen Landesamt für Denkmalpflege organisatorisch zugeordnete staatliche Behörde. Der 1976 gegründeten Abteilung obliegt – wie im Bayerischen Denkmalschutzgesetz Art. 12 Abs. 2 Ziff. 7 von 1973 verankert – die „Fürsorge für Heimatmuseen und ähnliche Sammlungen, soweit diese nicht vom Staat verwaltet werden.“ Diese staatliche Betreuung nichtstaatlicher Museen in Bayern wurde erstmals 1908 definiert. Aus ihren Anfängen als Ein-Mann-Referat des Bayerischen Landesamts für Denkmalpflege entwickelte sich eine leistungsfähige Fachbehörde, die – über den engeren Wortlaut des Gesetzes hinaus – gleichermaßen mit kleinen Vereinsmuseen wie mit großen Stadt-, Diözesan- und Freilichtmuseen zusammenarbeitet.

## Aufgabe

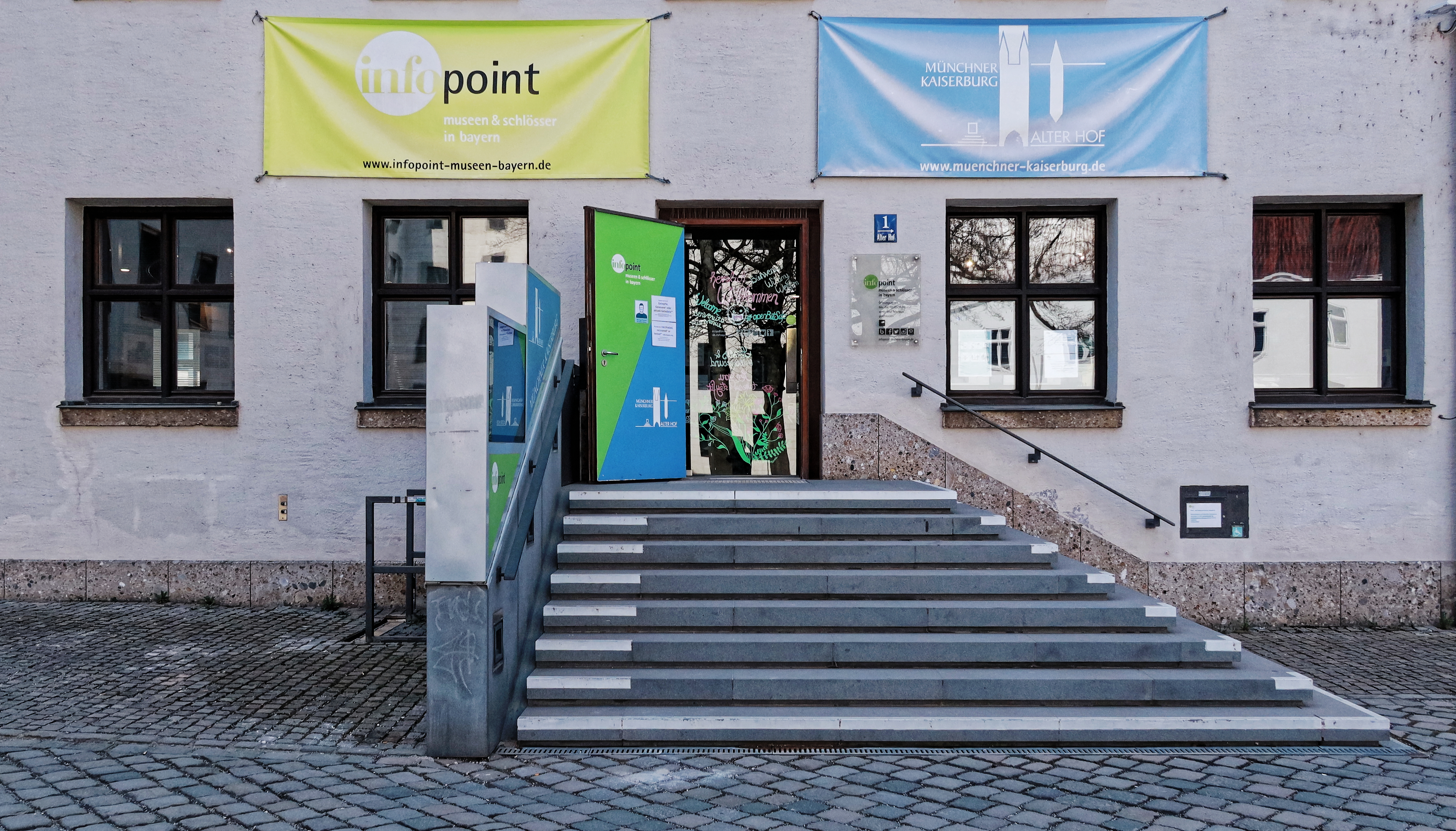
Infopoint der Landesstelle in München zu „Museen in Bayern“

Die Landesstelle unterstützt die mehr als 1200 nichtstaatlichen Museen in Bayern bei Neuplanungen sowie in allen fachlichen Fragen des Museumsalltags. Um eine gut strukturierte, lebendige und besucherfreundliche Museumslandschaft zu entwickeln, arbeitet ein Team aus Kunst- und Kulturwissenschaftlern, Historikern, Archäologen, Innenarchitekten und Restauratoren daran, bei der Erfassung, dem Ausbau und der Pflege der bestehenden Sammlungen zu helfen, zukunftsfähige Museums- und Ausstellungskonzepte zu entwickeln und bei der Einrichtung und Gestaltung, Konservierung und Restaurierung, Vermittlung und Besucherorientierung sowie bei der Finanzierungsplanung die richtigen Entscheidungen zu treffen. Neue Schwerpunkte der Arbeit sind daneben Möglichkeiten eines inklusiven Museumsbesuchs für Menschen mit Einschränkungen, Begleitung bei der Digitalisierung, Beratung bei der Besuchergewinnung und die Unterstützung der Museen bei der Provenienzforschung. Auch die staatliche Projektförderung erfolgt über die Landesstelle. Hinzu kommt die fachliche Begutachtung der Förderanträge nichtstaatlicher Museen an den Kulturfonds Bayern, die Bayerische Landesstiftung oder innerhalb der Förderprogramme der Europäischen Union.
Zudem bietet die Landesstelle museumsfachliche Fortbildung an. Der von ihr organisierte Bayerische Museumstag (seit 1981 zweijährlich) zählt zu den größten Museumsfachveranstaltungen im deutschsprachigen Raum. In dessen Rahmen werden außerdem der Bayerische Museumspreis (seit 1991) der Versicherungskammer Kulturstiftung und der Förderpreis "Vermittlung im Museum" (seit 2015) der Bayerischen Sparkassenstiftung verliehen. Seit 1989 richtet die Landesstelle die jährlich stattfindende Fachtagung EDV-Tage Theuern im Bergbau- und Industriemuseum Ostbayern aus. Gemeinsam mit Museumsämtern und -organisationen in Sachsen, Tschechien und Oberösterreich veranstaltet sie zu einem Schwerpunktthema der Museumsarbeit eine jährliche grenzüberschreitende Fachtagung, die umlaufend in den genannten Partnerländern abgehalten wird. Sie lädt zur jährlichen Seminarreihe MuseumsPraxis ein und betreibt die Volontärsakademie Bayern, daneben in Zusammenarbeit mit den bayerischen Bezirken Zertifikatskurse zur Museumspädagogik. Die Herausgabe der Publikationsreihen MuseumsBausteine, Bestimmungsbuch Archäologie, Bayerische Studien zur Museumsgeschichte und der Zeitschrift Museum heute (seit 1990) dient zur Information des Fachpublikums. Das Handbuch Museen in Bayern sowie Internetangebote wie museen-in-bayern.de eröffnen der breiten Öffentlichkeit den Weg in die bayerischen Museen und ihre Ausstellungen.
Der Infopoint Museen und Schlösser in Bayern im Alten Hof in München, betreut von der Landesstelle, hält aktuelle Informationen über bayerische Museen, Gärten und Schlösser und ihre Ausstellungen bereit und berät bei der Planung von Museumsbesuchen. Er zeichnet daneben auch für Angebote in den Neuen Medien, etwa dem Blog Museumsperlen, verantwortlich. Seit 2007 ist die Dauerausstellung Münchner Kaiserburg in den historischen Gewölberäumen unter dem Infopoint zugänglich, die in die Geschichte des Alten Hofs und die mittelalterliche Stadtgeschichte Münchens unter der Herrschaft der Wittelsbacher einführt.

## Sitz
Die Landesstelle hat ihren Sitz im Alten Hof in München. 2015 beschloss die Bayerische Staatsregierung, sie mittelfristig im Zuge der Behördenverlagerung in den Landkreis Weißenburg-Gunzenhausen zu verlegen. Seit 2017 betreuen Mitarbeiter von einem Interimsbüro in Weißenburg aus vor allem nord- und mittelbayerische Projekte.

## Leitung
- 1976–1989: Isolde Rieger[9]
- 1989–1993: Egon Johannes Greipl[10]
- 1993–2008: York Langenstein[11]
- 2008–2013: Michael Henker[12]
- 2014–2020: Astrid Pellengahr[13]
- seit 2020: Dirk Blübaum[14]

## Publikationen
- MuseumsBausteine. Schnell & Steiner (Band 1), Weltkunst Verlag (Bände 2–5), Deutscher Kunstverlag (ab Band 6), München u. a. seit 1989, DNB 017377722 (Bandübersicht).
  - Band 1: Museumsführer für Kinder von Kindern. Oberpfälzer Freilandmuseum Neusath-Perschen. Schnell und Steiner, München/Zürich 1989, ISBN 3-7954-0946-2 (2. Auflage: Schnell und Steiner, München/Zürich 1991, ISBN 3-7954-0946-2).
  - Band 2: Fotografien in Museen, Archiven und Sammlungen. Konservieren, archivieren, präsentieren. Weltkunst Verlag, München 1994, ISBN 3-921669-10-3 (2. Auflage: Weltkunst Verlag, München 1995, ISBN 3-921669-10-3).
  - Band 3: Gefässe und Formen. Eine Typologie für Museen und Sammlungen. Weltkunst Verlag, München 1996, ISBN 3-422-01018-1.
  - Band 4: Das Museumsdepot. Grundlagen, Erfahrungen, Beispiele. Weltkunst Verlag, München 1998, ISBN 3-422-01027-0.
  - Band 5: Aspekte der Museumsarbeit in Bayern. Erfahrungen – Entwicklungen – Tendenzen. Weltkunst Verlag, München 1996, ISBN 3-422-01022-X.
  - Band 6: Sammlungsdokumentation. Geschichte – Wege – Beispiele. Deutscher Kunstverlag, Berlin/München 2001, ISBN 3-422-06307-2.
  - Band 7: Technisches Kulturgut. Der Bahnpostwagen von 1888 des Museums für Kommunikation Nürnberg. Deutscher Kunstverlag, Berlin/München 2005, ISBN 978-3-422-06367-9.
  - Band 8: Möbel. Eine Typologie für Museen und Sammlungen. Deutscher Kunstverlag, Berlin/München 2005, ISBN 978-3-422-06512-3.
  - Band 9: Museum und Schule. Wege zu einer erfolgreichen Partnerschaft. Deutscher Kunstverlag, Berlin/München 2005, ISBN 978-3-422-06558-1.
  - Band 10: Kulturgutverluste, Provenienzforschung, Restitution. Sammlungsgut mit belasteter Herkunft in Museen, Bibliotheken und Archiven. Deutscher Kunstverlag, Berlin/München 2007, ISBN 978-3-422-06575-8.
  - Band 11: Freilichtmuseen. Geschichte – Konzepte – Positionen. Deutscher Kunstverlag, Berlin/München 2006, ISBN 978-3-422-06645-8.
  - Band 12: Archäologische Funde im Museum. Erfassen – restaurieren – präsentieren. Deutscher Kunstverlag, Berlin/München 2007, ISBN 978-3-422-06747-9.
  - Band 13: Inventarisation. Grundlage der Museumsarbeit. Deutscher Kunstverlag, Berlin/München 2013, ISBN 978-3-422-06908-4.
  - Band 14: Mit den Ohren sehen. Audioguides und Hörstationen in Museen und Ausstellungen. Deutscher Kunstverlag, Berlin/München 2012, ISBN 978-3-422-07077-6.
  - Band 15: Kopfbedeckungen. Eine Typologie für Museen und Sammlungen. Deutscher Kunstverlag, Berlin/München 2013, ISBN 978-3-422-07170-4.
  - Band 16: Gut aufgehoben. Museumsdepots planen und betreiben. Deutscher Kunstverlag, Berlin/München 2014, ISBN 978-3-422-07296-1.
  - Band 17: Fotografien. Erkennen – bewahren – ausstellen. Deutscher Kunstverlag, Berlin/München 2018, ISBN 978-3-422-07463-7 (2. Auflage: Deutscher Kunstverlag, Berlin/München 2022, ISBN 978-3-422-98784-5).
  - Band 18: Jüdisches Kulturgut. Erkennen – bewahren – vermitteln. Deutscher Kunstverlag, Berlin/München 2017, ISBN 978-3-422-07435-4.
  - Band 19: Das erweiterte Museum. Medien, Technologien und Internet. Deutscher Kunstverlag, Berlin/München 2019, ISBN 978-3-422-07436-1.
  - Band 20: Werkzeuge. Eine Typologie für Museen und Sammlungen. Teil 1: Axt – Feile, Raspel, Schaber – Hacke, Haken, Harke, Haue. Deutscher Kunstverlag, Berlin/München 2020, ISBN 978-3-422-07477-4.
  - Band 21: Temperierung. Ein Leitfaden für die Museumspraxis. Deutscher Kunstverlag, Berlin/München 2020, ISBN 978-3-422-97994-9.
  - Band 22: Der Raub der kleinen Dinge. Belastetes Erbe aus Privatbesitz. Ein Leitfaden für Museen. Deutscher Kunstverlag, Berlin/München 2022, ISBN 978-3-422-98765-4.
- Museum heute. Fakten – Tendenzen – Hilfen. München seit 1990, ISSN 0944-8497 (Digitalisate).
- mit Sächsischer Landesstelle für Museumswesen, Verbund Oberösterreichischer Museen, Asociace Muzeí a Galerií Ceské Republiky (Hrsg.): Museum-Bulletin-Muzeum. München u. a. seit 1993, DNB 018316514.
- Jahresberichte der Landesstelle für die nichtstaatlichen Museen in Bayern. München seit 1994, ISSN 2198-6916 (Digitalisate seit 2008).
- Bayerische Studien zur Museumsgeschichte. Deutscher Kunstverlag, Berlin/München seit 2011, DNB 101389605X (Bandübersicht).
  - Band 1: Schauräume der Stadtgeschichte. Städtische Heimatmuseen in Franken von ihren Anfängen bis zum Ende des Zweiten Weltkriegs. Deutscher Kunstverlag, Berlin/München 2011, ISBN 	978-3-422-07083-7.
  - Band 2: Inszenierte Geschichtsbilder. Museale Sinnbildung in Bayerisch-Schwaben vom 19. Jahrhundert bis in die Nachkriegszeit. Deutscher Kunstverlag, Berlin/München 2016, ISBN 978-3-422-07331-9.
  - Band 3: Raub von Kulturgut. Der Zugriff des NS-Staats auf jüdischen Kunstbesitz in München und seine Nachgeschichte. Deutscher Kunstverlag, Berlin/München 2016, ISBN 978-3-422-07366-1.
  - Band 4: Phänomen Designmuseum. Eine Museografie über "Die Neue Sammlung" in der Pinakothek der Moderne München. Deutscher Kunstverlag, Berlin/München 2018, ISBN 978-3-422-07462-0.
  - Band 5: Star oder Loser? Zum Making-of von Objektkarrieren in einem ethnologischen Museum. Deutscher Kunstverlag, Berlin/München 2022, ISBN 978-3-422-98821-7.
- Bestimmungsbuch Archäologie. Deutscher Kunstverlag, Berlin/München seit 2012, DNB 1023356821 (Bandübersicht).
  - Band 1: Fibeln. Erkennen, bestimmen, beschreiben. Deutscher Kunstverlag, Berlin/München 2012, ISBN 978-3-422-07119-3 (3. Auflage: Deutscher Kunstverlag, Berlin/München 2019, ISBN 978-3-422-98098-3).
  - Band 2: Äxte und Beile. Erkennen, bestimmen, beschreiben. Deutscher Kunstverlag, Berlin/München 2014, ISBN 978-3-422-07243-5 (2. Auflage: Deutscher Kunstverlag, Berlin/München 2018, ISBN 978-3-422-07243-5).
  - Band 3: Nadeln. Erkennen, bestimmen, beschreiben. Deutscher Kunstverlag, Berlin/München 2014, ISBN 978-3-422-07281-7 (3. Auflage: Deutscher Kunstverlag, Berlin/München 2021, ISBN 978-3-422-98738-8).
  - Band 4: Kosmetisches und medizinisches Gerät. Erkennen, bestimmen, beschreiben. Deutscher Kunstverlag, Berlin/München 2016, ISBN 978-3-422-07345-6.
  - Band 5: Gürtel. Erkennen, bestimmen, beschreiben. Deutscher Kunstverlag, Berlin/München 2017, ISBN 978-3-422-07434-7 (2. Auflage: Deutscher Kunstverlag, Berlin/München 2020, ISBN 978-3-422-98429-5).
  - Band 6: Dolche und Schwerter. Erkennen, bestimmen, beschreiben. Deutscher Kunstverlag, Berlin/München 2020, ISBN 978-3-422-97992-5 (2. Auflage: Deutscher Kunstverlag, Berlin/München 2022, ISBN 978-3-422-99027-2).
  - Band 7: Halsringe. Erkennen, bestimmen, beschreiben. Deutscher Kunstverlag, Berlin/München 2021, ISBN 978-3-422-98286-4.
  - Band 8: Messer und Erntegeräte. Erkennen, bestimmen, beschreiben. Deutscher Kunstverlag, Berlin/München 2022, ISBN 978-3-422-98924-5.
  - Band 9: Arm- und Beinringe. Erkennen, bestimmen, beschreiben. Deutscher Kunstverlag, Berlin/München 2023, ISBN 978-3-422-80138-7.
- Museen in Bayern – Ein Führer durch die bayerische Museumslandschaft. 6., völlig neu bearbeitete Auflage. Deutscher Kunstverlag, Berlin/München 2017, ISBN 978-3-422-07382-1.